# محتوى (إعلام)
في الإنتاج والنشر الإعلامي، المحتوى هو المعلومات والخبرات التي قد تكون ذات قيمة للمستخدم النهائي (بالإنجليزية: end-user) والجمهور في أحد المجالات.
قد يتم تقديم المحتوى عبر أي وسيط مثل الإنترنت والتلفاز والأقراص الصوتية المضغوطة (بالإنجليزية: Audio CDs)، بالإضافة إلى الأحداث الحية كالمؤتمرات والأداء المسرحي.
تستخدم هذه الكلمة لتحديد وتكميم صيغ وأنواع المعلومات كمكونات ذات قيمة للإعلام.

## الاصطلاح
تستخدم لفظة المحتوى بدقة للدلالة على محتويات وسيط الاتصالات وليس الوسيط نفسه.

## قيمة المحتوى
قد يكون مؤلف أو منتج أو ناشر المحتوى هو المسؤول مباشرة عن القيمة الكلية لما يحققه المحتوى في مجال معين. فعلى سبيل المثال، قد يؤخذ جزء من المقال الرئيسي (كالعنوان مثلاً) ويوضع في صفحة ويب تقوم بعرض نتائج البحث بهذا العنوان في أحد محركات البحث مع إضافة العناوين الرئيسية من منشورات إخبارية ودعائية متعلقة. فقد تكون قيمة العنوان الرئيسي الأصلي بين هذه المجموعة من النتائج المجمعة والعناوين مختلفة جداً عن قيمته في المقال الأصلي.
من الممكن أيضاً لشخص أن يستمد قيمة خاصة به من محتوى معين لم يخطط لها أو يتخيلها مؤلف المحتوى. وقد ينتج إبداع المستخدمين تطويراً لمحتوى خاص بهم من محتوى موجود.
ليس كل المحتوى المعلوماتي يتطلب جهداً لتأليفه أو تعديله؛ فإن التطورات الحديثة كالهواتف المحمولة والحساسات الأوتوماتيكية تستطيع تسجيل الأحداث في أي مكان لنشرها وتحويلها لتصل ربما إلى جمهور عام على قنوات مثل يوتيوب، فمعظم المعلومات المسجلة أو المنقولة يمكن أن نعتبرها محتوى.

## الآثار التقنية على المحتوى
قد تزيد التقنية المستخدمة في إنتاج ونشر المحتوى من قيمته، عن طريق صياغته وفلترته والجمع بين المصادر الأصلية للمحتوى وتوجيهه لجمهور جديد في سياق جديد. وأكبر قيمة يمكن الحصول عليها من أحد مصادر المحتوى لجمهور معين غالباً ما تكون عن طريق إعادة صياغة المحتوى بطريقة أكثر فاعلية. بينما القليل من القيمة يمكن الحصول عليها من المحتوى في صورته الأصلية.